# Sicherungskarte
Sicherungskarten oder Sicherungsscheine sind Eigentumsnachweise für den Käufer einer Schließanlage oder einer geschützten Einzelschließung.
Die Sicherungskarte soll sicherstellen, dass Nachschlüssel nur an den Besitzer oder Verwalter der Schließzylinder ausgehändigt werden. Die Sicherungskarte ist jedoch kein Nachweis dafür, dass die Schlüssel mithilfe eines gewerblichen Schutzrechtes (Patent oder Markenschutz) vor Nachahmung geschützt sind.
Die Sicherungskarte wird von dem Herstellerwerk oder dem Lizenzpartner (Schlüsselfachgeschäft) ausgestellt. Wenn eine Sicherungskarte oder ein Sicherungsschein verloren geht, kann meistens eine Ersatz-Karte ausgestellt werden. Es muss dann ein entsprechender Sperrvermerk in der Schließanlagendokumentation gemacht werden und bei Einzelschließungen wird daher oftmals auf die Ausstellung von Ersatzkarten verzichtet.
Es hat sich ein Verfahren in der Branche durchgesetzt, bei dem mittels der hoch geprägten Ziffern auf der Sicherungskarte ein Bestellschein zur Schlüsselbestellung hergestellt wird. Früher wurden die Sicherungsscheine mit der Bestellung auf dem Postwege ins Herstellerwerk eingeschickt und mit der Lieferung oder der dazugehörigen Rechnung wieder zurückgeschickt. Es sind auch Verfahren mit Sicherheits-Schecks und Unterschriften bekannt. Es werden auch elektronische Merkmale (Chipkarte oder Magnetstreifen) mit entsprechender Hardware von der Sicherungskarte gelesen, sodass die Bestellungen zu Schließanlagen online erfolgen können. 